# Villemoisson-sur-Orge
Villemoisson-sur-Orge è un comune francese di 7 009 abitanti situato nel dipartimento dell'Essonne nella regione dell'Île-de-France.

## Società

### Evoluzione demografica
Abitanti censiti